# Байда, князь Вишневецький
Байда, князь Вишневецький — драма Пантелеймона Куліша, видана вперше на межі 1884-го і 1885-го років у Санкт-Петербурзі; перший твір «Драмованої трилогії» автора, що вийшов друком (і єдиний, що вийшов за його життя). Вважається своєрідною спробою Куліша відійти від традиції «побутового театру» й привнести в українську драматургію «шекспірівського» стилю.
Через панування принципів етнографічно-побутового театру на тогочасній українській сцені (а також — своєрідний «бойкот» Куліша за його антикозацькі виступи), драма отримала негативні відгуки й не виставлялася понад 100 років з моменту її оприлюднення.

## Історія публікацій
Вперше драма була опублікована окремим виданням в Санкт-Петербурзі. Вдруге — як частина «Драмованої трилогії» у Харкові в 1900 році. Після того неодноразово публікувалась у вибраних творах Куліша. Разом із критичними відгуками драму опубліковано у виданні «Куліш, Байда і Козаки» в 1995-му році.

## Дійові особи
- Байда, князь Дмитрій Вишневецький
- Тульчинський Самійло, його чура, а потім побратим
- Дворяне-побратими
- Посел Московський
- Посел Турецький
- Панцерний боярин
- Козаки-нетяги
- Козаки-дуки
- Радько Гузир, на прізвище Турецький Святий
- Хома Пиндюр, на прізвище Плахта
- Ганжа Андибер, гетьман Запорозький
- Костир, безрукий козак-характерник
- Козаки-січовики, козаки-зимовчаки, козацькі чури, громадські мужі, кобзар, посланці і вістовці
- Великий візир
- Сераскир
- Капудан-баша
- Беглербек
- Замковий ага
- Княгиня Вишневецька
- Байдина мати
- Катруся, її небога
- Настя Горова, шинкарка степова
- Настина наймичка

## Рецепція
Невдовзі після виходу драма Куліша отримала низку негативних відгуків. Рецензенти дорікали «Байді…» «несценічністю», «неісторичністю» та художньою «неправдивістю». Також оглядачі ставили драму в контекст історичних та публіцистичних писань Куліша — зокрема, його «Исторії возз'єднання Руси» та «Крашанки». Також було вказано на співвідносність Байди з постаттю автора. В окремих випадках мав місце перехід на особисте. Загалом, критика драми була здебільшого тенденційною, а вже потім — естетичною.
Своєрідне «перепрочитання» та «реабілітацію» драми через чверть століття після її виходу зробив Михайло Грушевський у своїй статті «Байда-Вишневецький в поезії й історії».

## Перелік видань
- Байда, князь Вишневецькій, драма (1553‒1564). СПб, Типографія товарищества „Общественная польза“, 1885.[7] 158 с.
- Драмована трилогія, частина перва; Байда, князь Вишневецькій, Староруська драма. Харків, 1900.
- Твори Пантелеймона Куліша. Т. 4. У Львові: Вид. т-ва ”Просвіта”, 1909. с. 51‒181.
- Сочиненія и письма П. А. Куліша. Т. 4. К., 1910. с. (?)
- Твори в двох томах. Т. 2. К., 1989. с. (?)
- Твори в двох томах. Т. 2. К., «Наукова думка», 1994. с. 265‒272.
- Байда, Князь Вишневецький. Драма // Куліш, Байда і Козаки. Нью-Йорк, 1995. с. 91‒207.

## Сценічні втілення
Протягом понад 100 років з моменту виходу друком твір Куліша не бачив сцени. І лише в 1991-му «Байду…» було поставлено в Запорізькому музико-драматичному театрі режисером Олександром Королем.